# 鄉民大會
《鄉民大會》是一個由郭子乾主持的網路節目，每週二中午12點和晚上9點在Yahoo TV播出。節目內容主要是討論時事、政治、社會等話題，並邀請不同的嘉賓和專家來發表意見。節目的特色是主持人郭子乾會模仿各種名人和政治人物的聲音和語氣，讓節目增添了不少幽默和趣味。節目在2018年7月開播。在2023年4月停播，郭子乾在8月起擔任NOWnews網路節目《鄉民大學問》主持人。

## 嘉賓
這檔節目的部分來賓有：
- 黃暐瀚
- 于北辰
- 陳揮文
- 苗博雅
- 四叉貓
- 克萊兒